# Brukkaros
Der Brukkaros, auch Gross (Groß) Brukkaros genannt, historisch Geitsi-gubeb bzw. Groot Broek-Karos, ist ein 1590 m hoher Berg bei Keetmanshoop in Namibia. Er entstand vor etwa 80 Millionen Jahren gegen Ende der Kreidezeit.

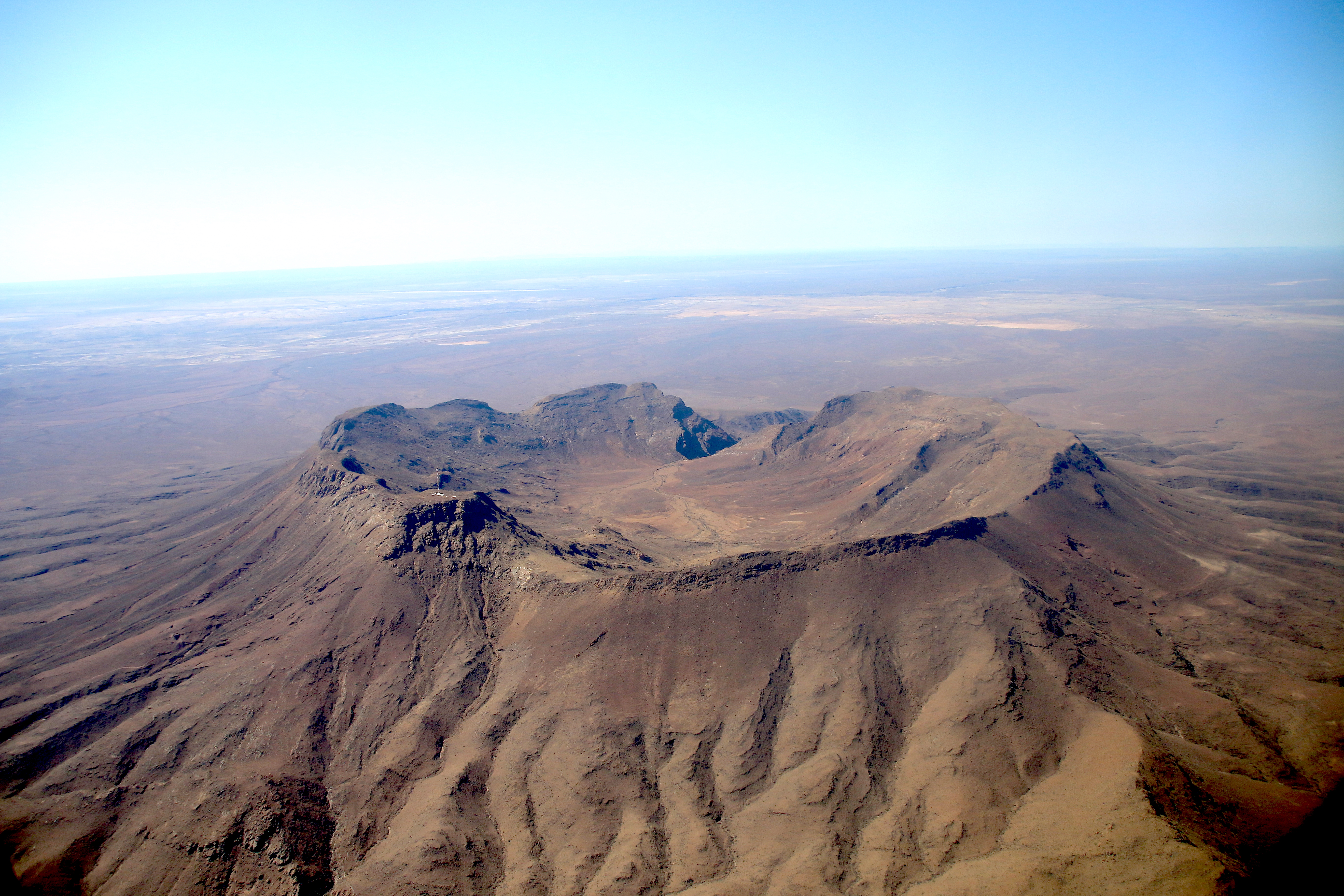
Brukkaros aus der Vogelperspektive

Der Brukkaros sieht aus wie ein mächtiger, nahezu kreisrunder Vulkankrater und ist ein dominantes Naturdenkmal der Keetmanshooper Steppenlandschaft.
Er erhebt sich mit einem Krater-Durchmesser von etwa drei Kilometern etwa 600 Meter über die Hochebene. Der Kraterboden liegt circa 350 Meter unterhalb des Kraterrandes, der durch Wanderwege gut erschlossen ist.

## Entstehung
„Entgegen älterer Auffassung ist der Groß-Brukkaros keine Vulkanruine, sondern ein Abtragungsrest mit zentralem intramontanen Becken in stark verkieselten Gesteinen in der Schlotregion eines oberkretazischen Vulkans. Der Inselberg wurde im Zuge tertiärer Flächenbildung zwischen Schwarz- und Weißrandstufe herauspräpariert. Hangschuttdecken-, Fußflächen- und Terrassenniveaus belegen eine mehrphasige quartäre, durch Klimaschwankungen gesteuerte Reliefgeschichte. Die Trennung der morphologischen Einheiten und Erfassung von Lineamenten konnte durch Verarbeitung von Landsat-TM Daten erfaßt werden. Neotektonische Bewegungen konnten anhand von Gewässernetzveränderungen und Endpfannenmorphologie des Fish River und seiner Tributäre nachgewiesen werden.“